# Mexicaanse keuken

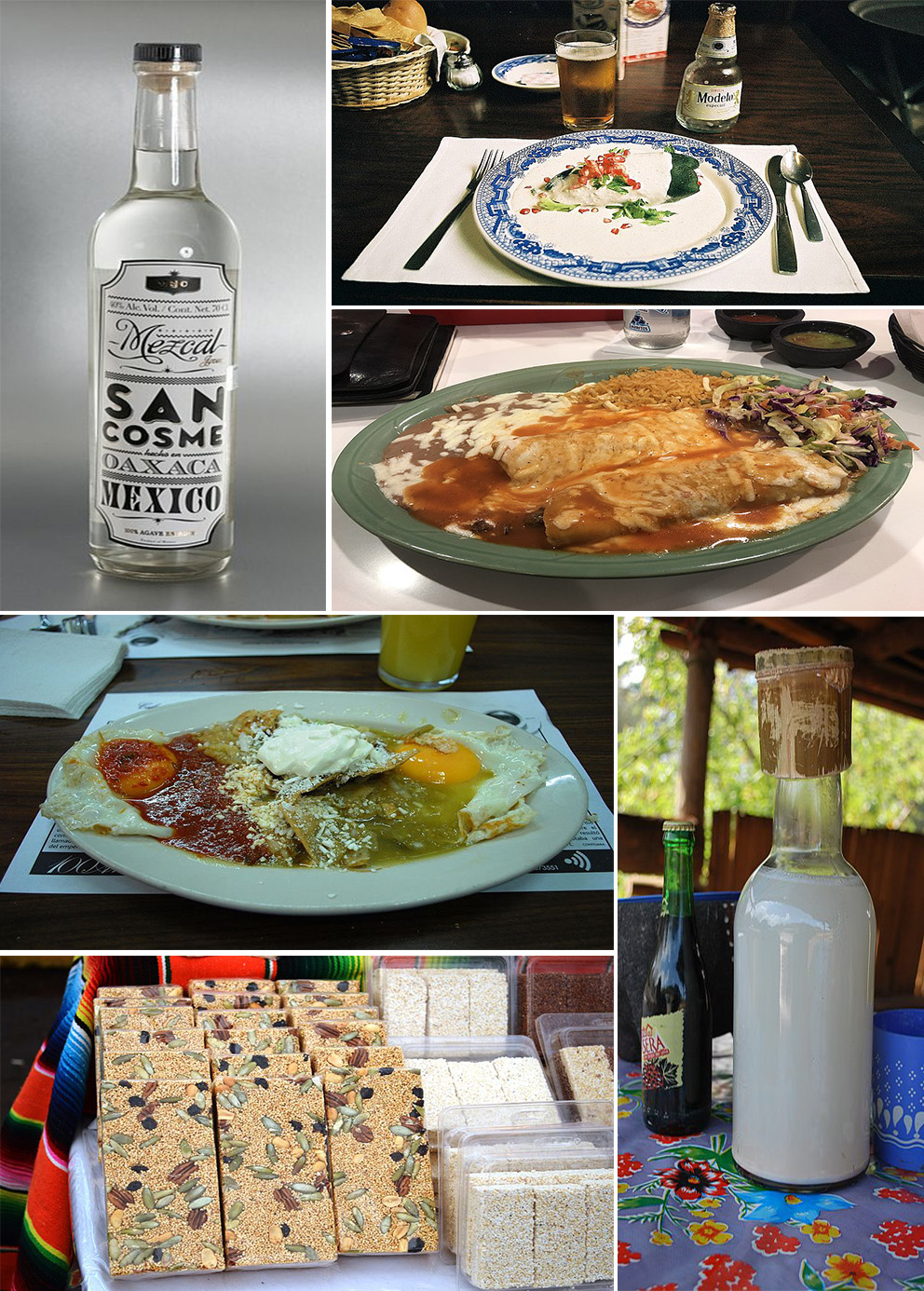
Mexicaanse keuken

Guacamole

De Mexicaanse keuken is een samensmelting van de Meso-Amerikaanse en de Spaanse keuken. Het basisingrediënt is maïs dat tot vele vormen verwerkt wordt. Daarnaast komen chilipepers en tomaten in bijna elke maaltijd voor. De Mexicaanse keuken kent de nodige regionale variatie. Verder heeft Mexico een traditie van het verkopen van warme maaltijden op straat.
Verwant is de tex-mex, een samensmelting van de keukens van Texas en die van Mexico. Veel gerechten uit de tex-mex worden vaak ten onrechte toegeschreven aan de Mexicaanse keuken, zoals chili con carne en fajita's.

## Geschiedenis
De keuken van de Meso-Amerikaansen was grotendeels op maïs gebaseerd. Daarnaast gebruikten zij ingrediënten zoals bonen, chilipeper, pompoen en tomaten.
Toen de Spaanse veroveraars in het Aztekenrijk arriveerden brachten zij hun eigen gerechten en ingrediënten mee. In het begin kwamen veel van deze kolonisten uit Andalusië waardoor ook de Moorse invloed in de te gebruiken kruiden herkenbaar is. Na verloop van tijd werden beide culinaire keukens gecombineerd zodat de Mexicaanse keuken ontstond. Chocolade stamt ook uit de Meso-Amerikaanse keuken en heeft zich na de komst van de Spanjaarden over de wereld verspreid.

## Basisingrediënten
Maïs is het basisvoedsel en maïsmeel wordt gebruikt om tortilla's en taco's van te maken. Daarnaast worden bonen, tomaten, avocado's en rijst veel gegeten. Doordat het maïs in Mexico min of meer de plek van graan heeft ingenomen is de Mexicaanse keuken een bruikbaar alternatief voor mensen met coeliakie.
Peper speelt een centrale rol in de Mexicaanse keuken. Er zijn vele soorten in gebruik variërend in scherpte, smaak en vorm. Deze worden op allerlei manieren gebruikt. Vers, gedroogd, gerookt (bijvoorbeeld chipotle) of gebakken. Een ander dominant kruid is koriander.

## Gerechten
Enkele bekende gerechten zijn:

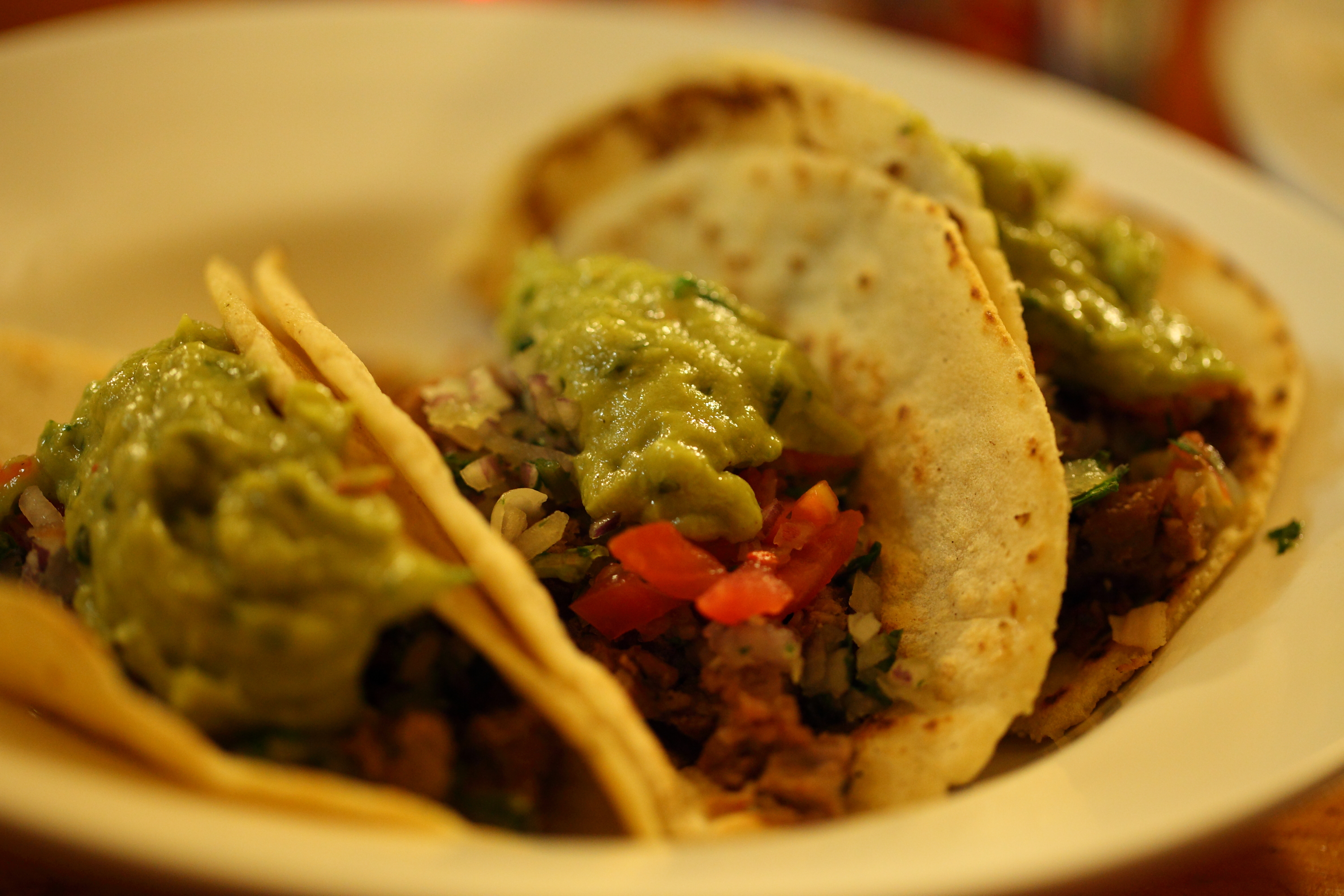
Taco's

- Salsa's, deze bestaan in allerlei vormen en worden vaak bij de gerechten geserveerd. De bekendsten zijn de guacamolesaus die al door de Azteken werd gemaakt en de pico de gallo. Andere zijn mole, salsa verde en salsa roja picante.
- Tortilla, een plat ongezuurd brood op basis van maïs. Deze wordt op verschillende manieren gebruikt, bijvoorbeeld als enchilada, quesadilla, taco of burrito.
- Nacho's, is zowel een snack als een hoofdgerecht en bestaat uit tortillachips bedekt met jalapeñopepers en kaas. Het gerecht behoort eigenlijk tot de tex-mexkeuken maar werd voor het eerst geserveerd in Noord-Mexico.
- Tequila, een sterkedrank gemaakt van de bladeren van de Agave tequilana.
- Margarita, een cocktail op basis van Tequila. Deze werd ergens tussen 1930 en 1945 voor het eerst geserveerd.
- Pulque, een alcoholische drank die al voor de jaartelling door de Azteken werd gedronken.